# Crist Rei de Manresa
El Crist Rei de Manresa és una església del municipi de Manresa (Bages) protegida com a bé cultural d'interès local.

## Descripció
És una església de grans dimensions amb planta de tres naus (una central més ample i presidida per l'absis i dues laterals molt més petites amb capelles laterals). La façana mostra clarament la divisió interior. El cos central, més majestuós, té una gran escalinata i pòrtic, mentre que les laterals són desiguals: la nau de la part dreta és més alta que la de l'esquerra (en el projecte original d'Alexandre Soler i March les dues naus laterals eren dues torres, una d'elles el campanar). La nau central està coronada per una creu i a sobre el pòrtic hi ha una terrassa, a partir de la seva alçada hi ha tres finestres goticitzants de 3 i 2 lòbuls respectivament. La façana de la nau central està treballada en pedra i les laterals en totxo i encoixinats a les cantonades. Situat al costat de la porta i d'estil barroc del segle xvii trobem el Sant Crist fet en talla de fusta.

## Història
El 1942 es va col·locar la primera pedra. El 1949 mor Alexandre Soler i March i continua el projecte l'arquitecte manresà Josep Maria Armengou. El 1957 es duu a terme la benedicció del temple.